# Собачья жизнь (фильм, 1995)
«Собачья жизнь» (англ. The Low Life) — американский драматический фильм 1996 года режиссёра Джорджа Хикенлупера о возможности видеть в серых буднях яркие краски и незримые глазу моменты.

## Сюжет
Джон Мартин, начинающий писатель, окончивший Йельский университет, мечтает написать что-то хорошее и стоящее. Но на ум ничего не приходит. И всё потому, что писать не о чём. Жизнь — самая обычная, лишенная красок и ярких персонажей.

День за днём Джон проводит время в своем лос-анджелесском гнёздышке, ожидая какого-то события, про что можно было написать. Но в этом городе на уме одни голливудские звёзды и честолюбивые надежды. Никаких перемен. К тому же, встреча с соблазнительной женщиной ничего не сулит — она лишь арендатор, собирающий плату за контору, в которой обитает главный герой.
Джон расстаётся с мечтами о хороших сюжетах, зато приобретает нечто большее — возможность видеть среди серой обыденности свои красочные, редкие и незаметные глазу моменты.

## В ролях
- Рори Кокрейн — Джон
- Шон Астин — Эндрю
- Кира Седжвик — Беван
- Рон Ливингстон — Чед
- Сара Мелсон — Сьюзи
- Джеймс ЛеГро — Майк-младший

## Интересные факты
- Джордж Хикенлупер написал сценарий и поставил картину
- Оригинальное название фильма «The Low Life»
- Майкл Бегг является продюсером таких фильмов, как «Мне бы в небо», «Обещать — не значит жениться», «Маленькая мисс Счастье», «Здесь курят»
- Съёмки проходили в Лос-Анджелесе, Калифорния, США, где и разворачивается основное действие сюжета
- Производством картины занимались киностудии «Autumn Pictures», «Heminway Production» и «Zuckerman»
- При просмотре фильма детям до 17 лет обязательно присутствие родителей
- Премьера состоялась в ноябре 1995 года на кинофестивале Fort Lauderdale в США, основная премьера — летом 1996 года в Нью-Йорке и Лос-Анджелесе